# Ezra Meeker

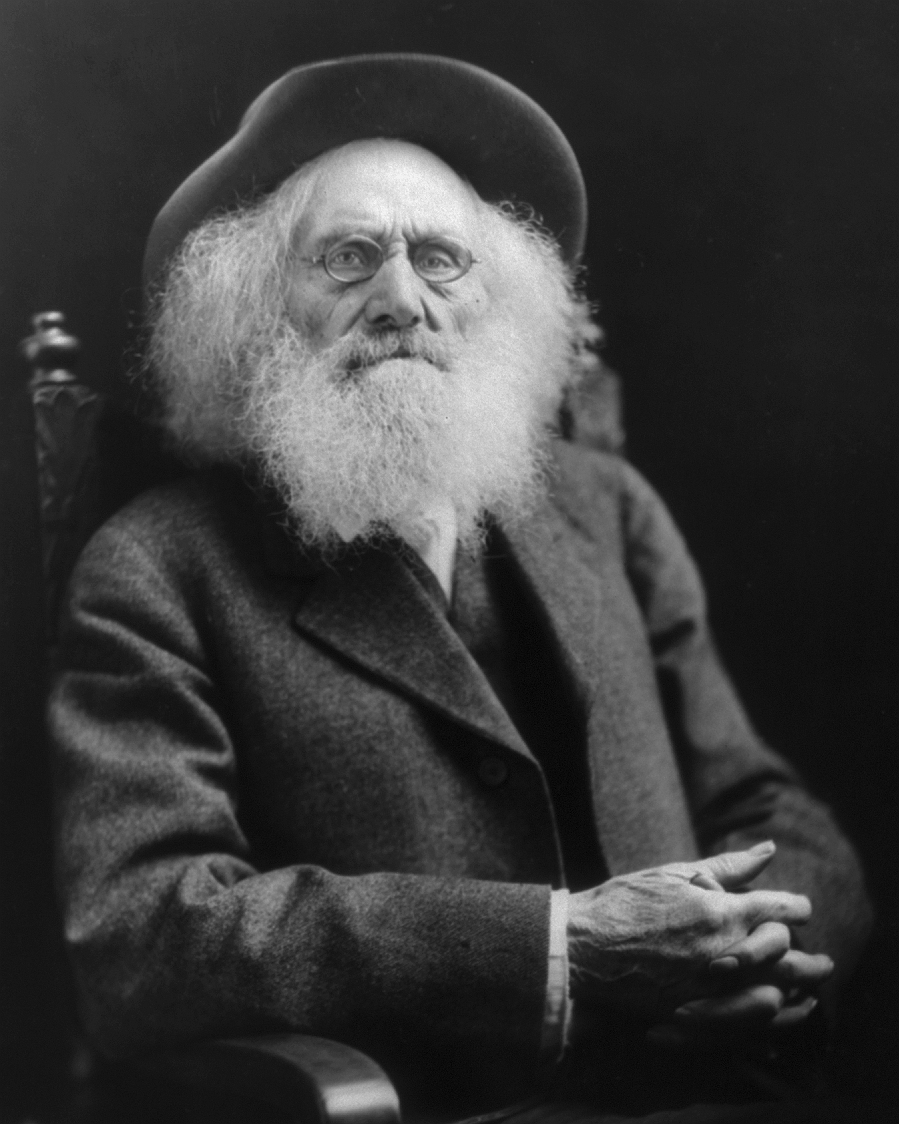
Ezra Meeker, 1921

Ezra Manning Meeker (* 29. Dezember 1830 in Butler County (Ohio); † 3. Dezember 1928 in Seattle) war ein amerikanischer Pionier, der als junger Mann auf dem Oregon Trail von Iowa an den Pazifik reiste, in Washington siedelte und Hopfen anbaute. Er wurde als „Hopfenkönig“ (Hop King of the World) bekannt und war der erste Bürgermeister von Puyallup (Washington). Er sorgte durch Denkmäler und Bücher dafür, dass der Oregon Trail, den er auch im Alter oft bereiste, in Erinnerung blieb.

## Leben
Meeker war der Sohn des Müllers und Farmers Jacob Meeker und seiner Frau Phoebe. Die Familie übersiedelte nach Indiana, als er noch ein Junge war. 1851 heiratete er Eliza Jane Sumner. Im folgenden Jahr reiste das Paar mit dem ersten Sohn zum Oregon Territory, wo Land besiedelt werden konnte. Sie hielten sich kurz in der Nähe von Portland auf und reisten dann nordwärts in die Region am Puget Sound in Washington, wo sie sich 1862 ansiedelten und ab 1865 Hopfen anbauten. Der Anbau war neu im amerikanischen Westen, der Boden und das gemäßigte Klima erwiesen sich als geeignet. 1877 gründete Meeker um sein Anwesen eine Stadt, die er nach einem indianischen Wort für „freigebige Menschen“ Puyallup nannte, und wurde ihr Postmeister, später ihr erster Bürgermeister. Er stellte Land und Geld zur Verfügung für den Bau von Parks, eines Theaters und eines Hotels. 1880 schrieb er sein erstes Buch, Hop Culture in the United States („Hopfenanbau in den Vereinigten Staaten“), und wurde daraufhin bekannt als Hop King of the World („Hopfenkönig der Welt“). Er wurde der reichste Mann der Umgebung und baute 1887 ein großes Haus. 1891 vernichteten Hopfenblattläuse seine Ernte und damit einen großen Teil seines Vermögens. Er versuchte unterschiedliche Unternehmungen, darunter Handel mit Lebensmitteln zu den Klondike Fields, in der Hoffnung, vom Klondike-Goldrausch zu profitieren.

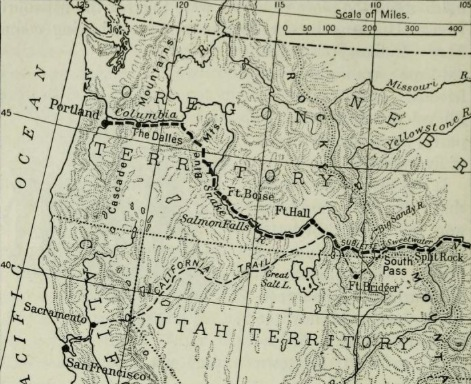
Trail nach Portland

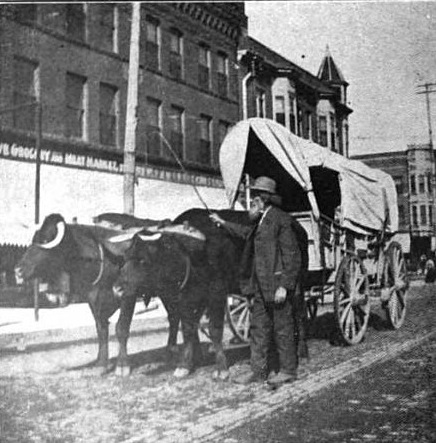
Meeker mit dem Ochsenkarren in Omaha, 1906

Meeker fürchtete, dass die geschichtliche Bedeutung des Oregon Trails vergessen würde, von Bauern umgepflügt und von den Straßen und Gebäuden wachsender Siedlungen verdrängt. Er war entschlossen, die Erinnerung durch historische Denkmäler aus Granit an Wegstationen zu erhalten. Von 1906 bis 1908 wiederholte er zu diesem Zweck die Reise seiner Jugend im Ochsenkarren. Er benutzte Ausrüstung wie zur Zeit seiner ersten Reise, bestrebt, Aufsehen und öffentliches Interesse für sein Anliegen in der Bevölkerung und in der Presse zu wecken. Da es keinen funktionsfähigen Planwagen in Puyallup gab, ließ er sich einen aus den Teilen von drei Wagen zusammenbauen. Zwei Ochsen zogen den Wagen 13.000 km weit, einer die ganze Strecke, während der andere unterwegs zusammenbrach und ersetzt werden musste. Am 20. Februar 1906 konnte er in Tenino, Washington, das erste steinerne Monument errichten. Er hatte einen Helfer und Koch, der ihn die drei Jahre über begleitete. Unterwegs führte er seinen Wagen und seine Tiere vor, verkaufte Postkarten und Bücher und hielt Vorträge. Sein Treck führte auch nach New York. In Washington, D.C. traf er 1907 Theodore Roosevelt.
In den letzten beiden Jahrzehnten seines Lebens reiste er mehrmals auf dem Trail, 1910 bis 1912 im Planwagen, 1924 mit dem Flugzeug. Er schrieb mehrere Bücher zu dem Thema. Nach seinem Tod im Alter von 97 Jahren wurde sein Anliegen von Gruppen wie der Oregon-California Trails Association weitergeführt.

## Veröffentlichungen
- Hop Culture in the United States (1880)
- Pioneer Reminiscences of Puget Sound, the Tragedy of Leschi (1905)
- Ox Team; or, The Old Oregon Trail, 1852–1906 (1906)
- Ventures and Adventures of Ezra Meeker (1908)
- Uncle Ezra's Pioneer Short Stories for Children (undatiert, ca. 1915)
- The Busy Life of Eighty-Five Years of Ezra Meeker (1915)
- Seventy Years of Progress in Washington (1921)
- Ox-Team Days on the Oregon Trail (1922)
- Kate Mulhall, a Romance of the Oregon Trail (1926)

## Bibliografie
- David Dary: The Oregon Trail: An American Saga. Alfred A. Knopf, New York City 2004, ISBN 978-0-375-41399-5.
- Howard R. Driggs, Ezra Meeker: Covered Wagon Centennial and Ox-Team Days. Oregon Trail Memorial Auflage. The World Book Company, Yonkers, NY 1932.